# Polytelis anthopeplus
El perico regente (Polytelis anthopeplus) es una especie de ave psitaciforme de la familia Psittaculidae endémica del sur de Australia. Se encuentra principalmente en los bosques de eucalyptus y otras zonas arboladas de dos regiones subtropicales disjuntas de Australia. Se alimenta principalmente de semillas.

## Descripción

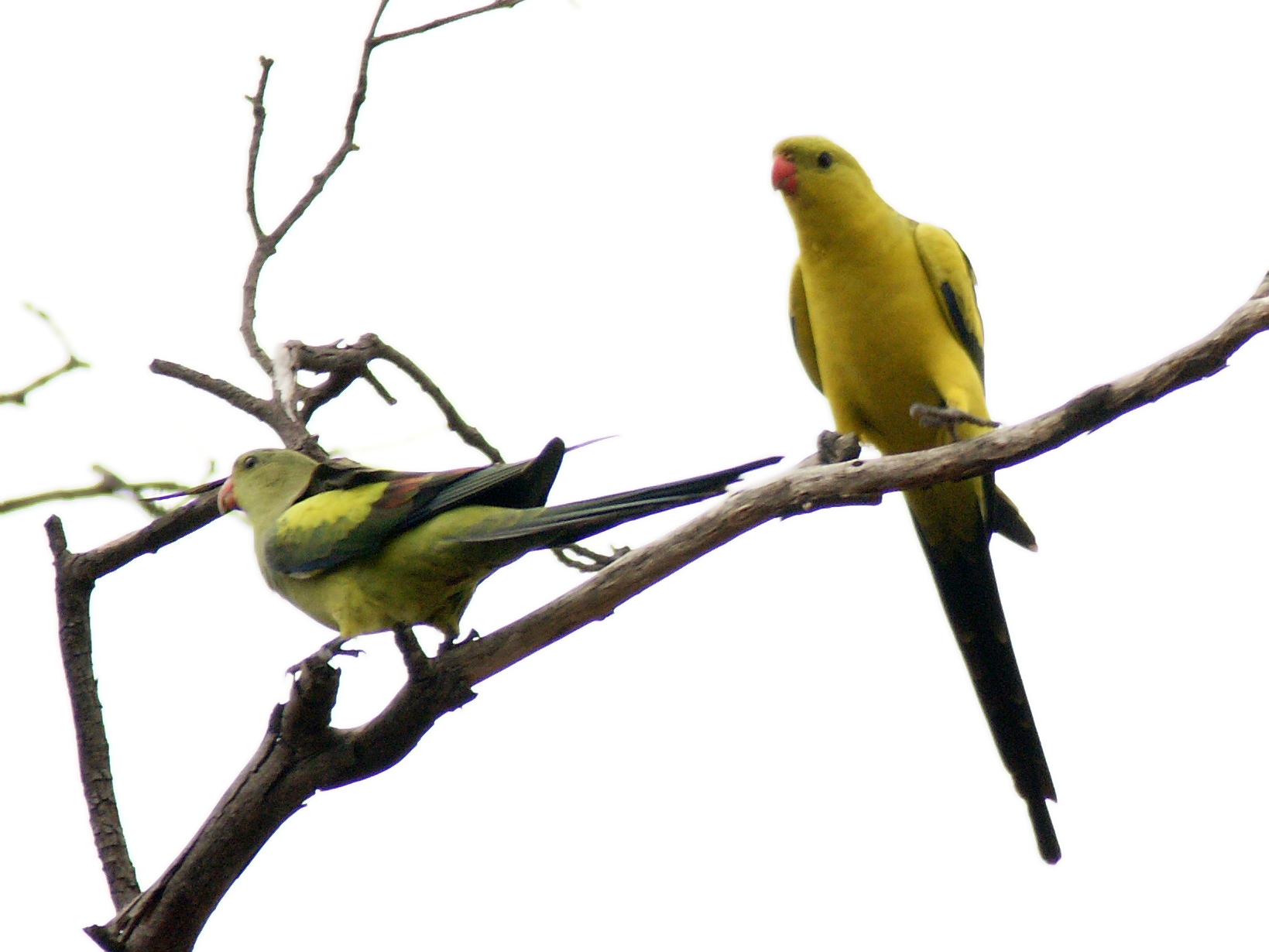
Hembra (izq.) y macho (dcha.) en el parque nacional Wyperfeld, Australia.

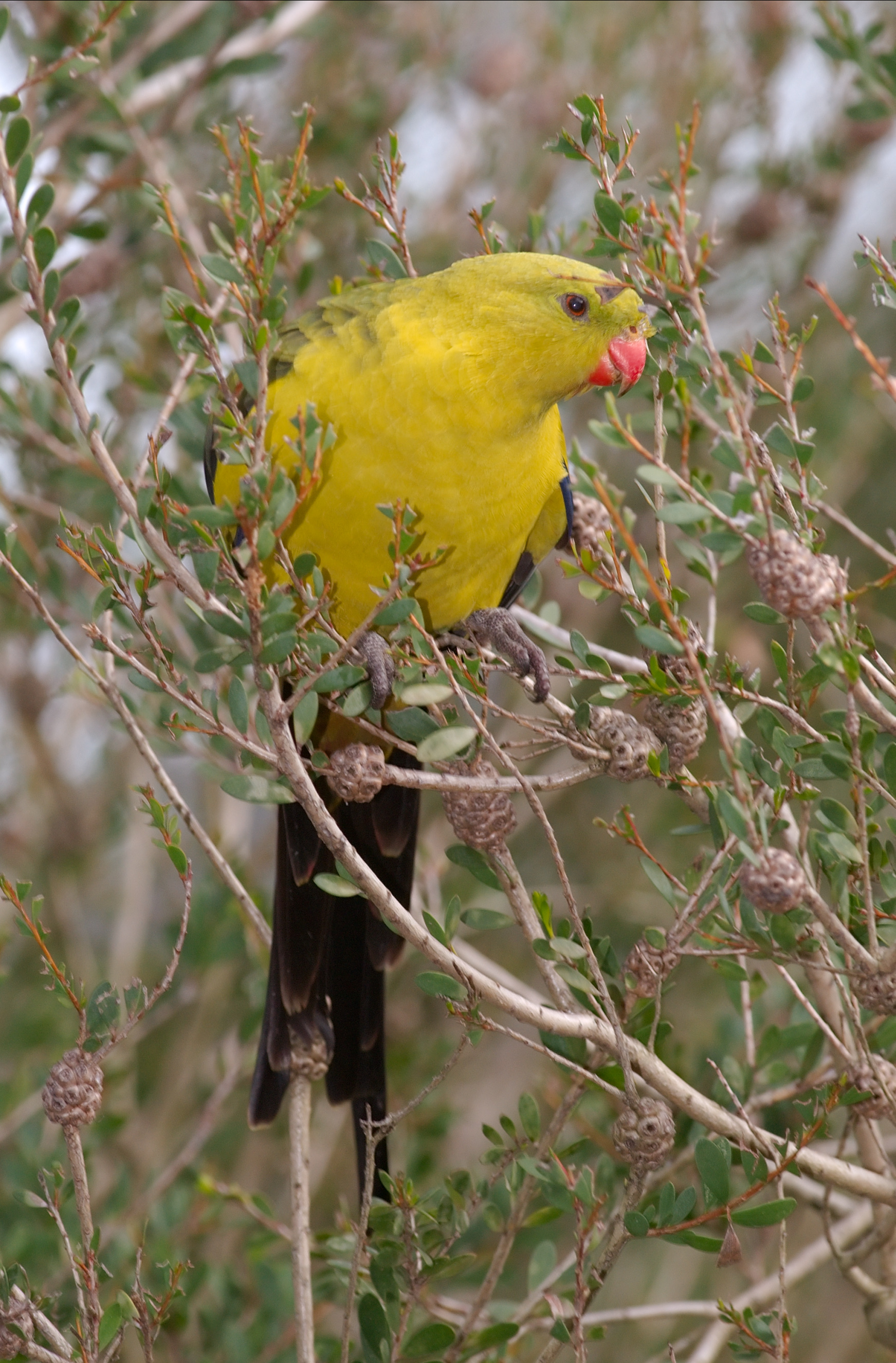
Macho en el parque natural Cleland, cerca de Adelaida.

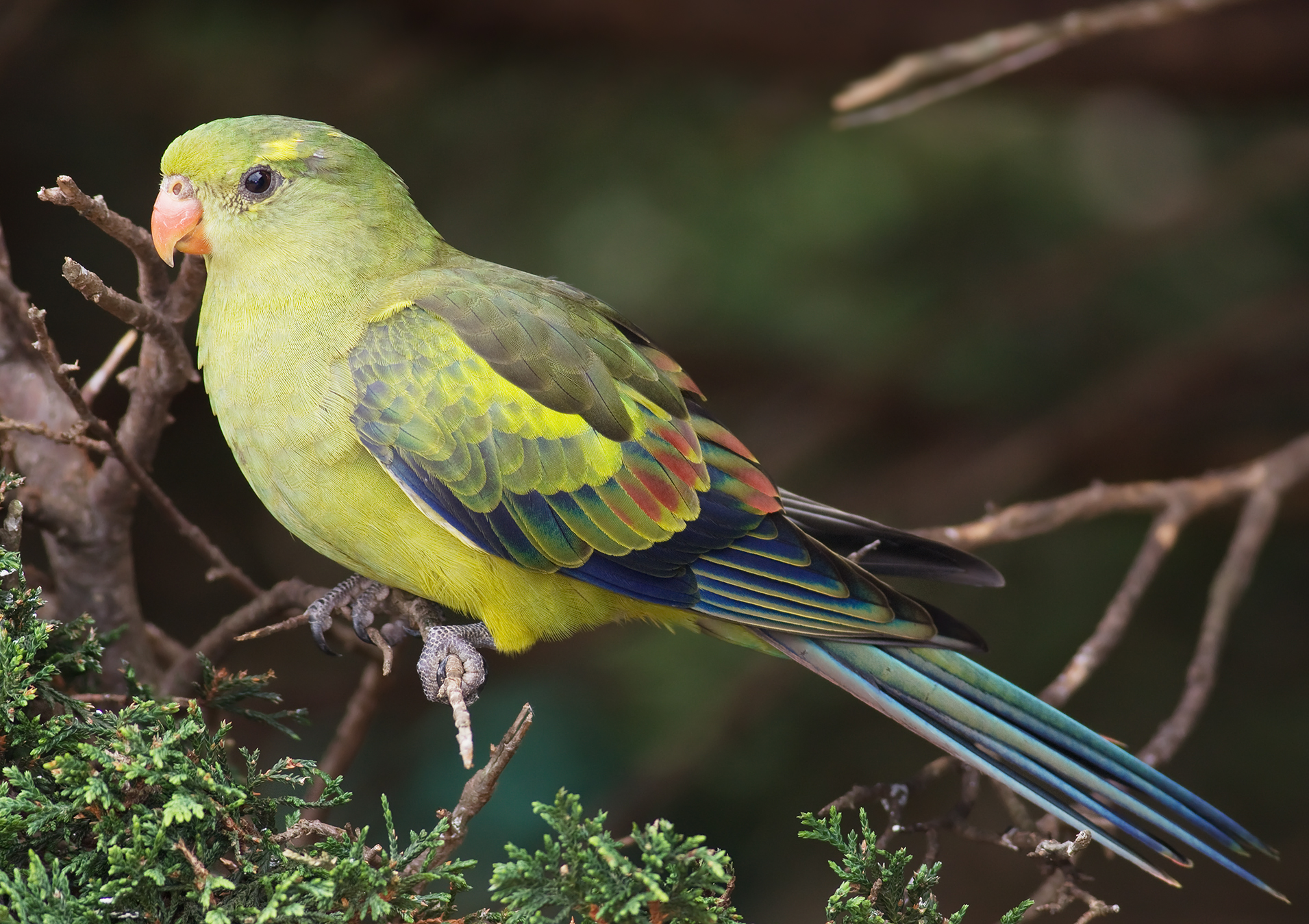
Juvenil en un aviario de Canberra, Australia.

El perico regente mide aproximadamente entre 37–42 cm de largo, incluida su larga cola, y presenta dimorfismo sexual. El macho tiene el plumaje de las partes inferiores amarillo y las superiores verdes, alguna mancha roja en las alas y las plumas de vuelo de alas y cola negras. Las hembras son predominantemente verdes con cierto tono amarillento en el vientre, con la parte superior de la cola verde y la inferior negra. Su pico rojizo es robusto y está muy curvado hacia abajo.

## Taxonomía
El perico regente fue descrito científicamente por Edward Lear en 1831. Es una de las tres especies del género Polytelis perteneciente a la familia Psittaculidae.
Se reconocen dos subespecies. La subespecie occidental (Polytelis anthopeplus anthopeplus) clasificada como de bajo riesgo, mientras que la subespecie oriental (Polytelis anthopeplus monarchoides) está considerada en peligro de extinción. Los gobiernos tres estados y el federal están coordinados en un plan de recuperación de esta subespecie.

## Comportamiento

### Alimentación
Se alimenta principalmente de semillas, aunque también consume frutos e insectos.

### Reproducción
Suelen poner entre 3 y 8 huevos que incuba la hembra durante 21 días. Durante este periodo casi no deja el nido y es alimentada por e macho. Cuando eclosionan los polluelos son cuidados por ambos miembros de la pareja. Los juveniles dejan el nido a las 5 semanas y alcanzan la madurez sexual a los dos años.